# Wolfgang Kemp
Wolfgang Kemp (* 1. Mai 1946 in Frankfurt am Main) ist ein deutscher Kunsthistoriker, Autor und Professor für Kunstgeschichte.

## Leben und Wirken
Wolfgang Kemp studierte Kunstgeschichte, Philosophie und Germanistik. Er wurde 1970 an der Universität Tübingen mit der Arbeit Natura. Ikonographische Studien zur Geschichte und Verbreitung einer Allegorie promoviert und habilitierte sich 1979 im Fach Kunstgeschichte. Bis 1974 war er als wissenschaftlicher Assistent an der Universität Bonn tätig, bis 1983 als Professor an der Gesamthochschule Kassel. Von 1983 bis 1995 war er Professor an der Universität Marburg und war seitdem bis zu seiner Emeritierung 2011 Professor für Kunstgeschichte an der Universität Hamburg. Seit den 1980er-Jahren hatte er mehrere Gastprofessuren inne, so an der Harvard University, der UCLA, am Wissenschaftskolleg zu Berlin und am Getty Research Center in Los Angeles.
Als Kunsthistoriker befasste Kemp sich insbesondere mit den Anfängen der christlichen Kunst und den mittelalterlichen Glasfenstern, mit Giotto und Ruskin, allerdings auch mit einer umfangreichen Theorie der Fotografie. Er publizierte vor allem zur Geschichte und Theorie der Fotografie sowie zur Rezeptionsästhetik und Erzählforschung.
Seit den 1990er-Jahren publizierte Kemp neben den wissenschaftlichen Veröffentlichungen in den Feuilletons, wie zum Beispiel in der Wochenzeitung Die Zeit. Mit ironischen Betrachtungen des Kunstbetriebs widmete er sich in Essays – unter anderem im Merkur – seinen persönlichen Erfahrungen im internationalen Kunstbetrieb, denen er 2002 in dem Prosaband mit dem Titel Vertraulicher Bericht über den Verkauf einer Kommode und andere Kunstgeschichten in belletristischer Form Ausdruck verlieh.
Wolfgang Kemp wurde 2018 der Kulturpreis der Deutschen Gesellschaft für Photographie sowie der Sigmund-Freud-Preis für wissenschaftliche Prosa zuerkannt.

## Publikationen (Auswahl)

### Sachbücher
- John Ruskin. 1819–1900. Leben und Werk. Hanser Verlag, München 1983, ISBN 3-446-13857-9.
- Sermo corporeus. Die Erzählung der mittelalterlichen Glasfenster. Schirmer/Mosel Verlag, München 1987, ISBN 3-88814-239-3.
- Christliche Kunst. Ihre Anfänge, ihre Strukturen. Schirmer/Mosel Verlag, München 1994, ISBN 3-88814-737-9.
- Zeitgenössische Kunst und ihre Betrachter. Oktagon Verlag, Köln 1996 (= Jahresring, Nr. 43), ISBN 3-89611-019-5.
- Die Räume der Maler. Zur Bilderzählung seit Giotto. C. H. Beck, München 1996, ISBN 3-406-41154-1.
- Back to the Library! In: Wolkenkuckucksheim, 9. Jg., Heft 2, März 2005. Eduard Heinrich Führ, BTU Cottbus, ISSN 1434-0984. (Beitrag zum Rundgespräch Architekturtheorie in Berlin am 10./11. Juni 2004; Online)
- Theorie der Fotografie. I–IV, 1839–1995. Schirmer/Mosel Verlag, München 2006, ISBN 3-8296-0239-1. (Herausgabe zusammen mit: Hubertus von Amelunxen; Rezension bei Perlentaucher)
- Kemp-Reader. Ausgewählte Schriften von Wolfgang Kemp. Hrsg.: Kilian Heck, Cornelia Jöchner, Deutscher Kunstverlag, München 2006, ISBN 3-422-06597-0.
- Foto-Essays. Zur Geschichte und Theorie der Fotografie. Erw. Ausg., Schirmer/Mosel Verlag, München 2006, ISBN 3-8296-0240-5. (Rezension bei Kunstbuchanzeiger)
- Von Gestalt gesteigert zu Gestalt. Hokusais 100 Ansichten des Fuji. Merve Verlag, Berlin 2006 (= Internationaler Merve-Diskurs, Nr. 291), ISBN 3-88396-225-2.
- Architektur analysieren. Eine Einführung in acht Kapiteln. Schirmer/Mosel, München 2009, ISBN 978-3-8296-0262-4. (Buchbesprechung bei Deutschlandradio Kultur)
- Foreign affairs. Die Abenteuer einiger Engländer in Deutschland 1900–1947. Hanser Verlag, München 2010, ISBN 978-3-446-23518-2. (Rezensionen bei Perlentaucher)
- Der explizite Betrachter. Zur Rezeption zeitgenössischer Kunst. Konstanz University Press, Konstanz 2015, ISBN 978-3-86253-075-5.
- Wir haben ja alle Deutschland nicht gekannt. Das Deutschlandbild der Deutschen in der Zeit der Weimarer Republik. Heidelberg University Publishing, Heidelberg 2016, ISBN 978-3-946054-07-8 (PDF). (Open Access, doi:10.17885/heiup.90.106)
- Der Oligarch. Zu Klampen, Springe 2016, ISBN 978-3-86674-534-6.
- Die ehrbaren Täuscher. Rembrandt und Descartes im Jahr 1641. Schlaufen Verlag, Berlin 2023, ISBN 978-3-98761-002-8.
- Irgendwie so total spannend. Unser schöner neuer Sprachgebrauch. (Hrsg.: Anne Hamilton) zu Klampen, Springe 2025, ISBN 978-3-98737-034-2.

### Prosa
- Was für ein Sommer. Acht Geschichten für Reisefertige und bereits am Strand Liegende. Wolff Verlag, Berlin 2019, ISBN 978-3-941461-35-2.
- Vertraulicher Bericht über den Verkauf einer Kommode und andere Kunstgeschichten. Hanser, München 2002, ISBN 3-446-20232-3.